# Comuna Klakar, Slavonski Brod-Posavina
Klakar este o comună în cantonul Slavonski Brod-Posavina, Croația, având o populație de 2.319 locuitori (2011).

## Demografie
Componența etnică a comunei Klakar
     Croați (99,31%)
     Necunoscut (0,04%)
     Neclasificat (0,6%)
Componența confesională a comunei Klakar
     Catolici (99,09%)
     Necunoscută (0,09%)
     Alte religii (0,82%)
Conform recensământului din 2011, comuna Klakar avea 2.319 locuitori. Din punct de vedere etnic, majoritatea locuitorilor (99,31%) erau croați. Apartenența etnică nu este cunoscută în cazul a 0,04% din locuitori. Din punct de vedere confesional, majoritatea locuitorilor (99,09%) erau catolici. Pentru 0,09% din locuitori nu este cunoscută apartenența confesională.